# Vườn quốc gia Kauhaneva–Pohjankangas
Vườn quốc gia Kauhaneva–Pohjankangas (Kauhanevan–Pohjankankaan kansallispuisto) là một vườn quốc gia tọa lạc ở các đô thị Kauhajoki và Karvia ở tỉnh Tây Phần Lan của Phần Lan. Vườn quốc gia này được thiết lập năm 1982, có diện tích 57 km². Khu vực này có các vùng đất ngập nước, chủ yếu là các đầm lầy 16,3 km². Đầm lầy Kauhaneva bao quanh nó.
Năm 2004, vườn quốc gia này đã được đưa vào Công ước Ramsar về các vùng đất ngập nước có tầm quan trọng quốc tế. Vườn quốc gia này cũng thuộc mạng lưới các khu vực bảo vệ Natura 2000.

## Địa lý

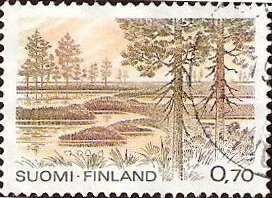
Đầm lầy Kauhaneva trong một con tem Phần Lan năm do Pirkko Vahtero thiết kế.

Khu vực Kauhaneva–Pohjankangas nằm ở vùng tây nam của lưu vực Suomenselkä. Vùng này gồm có đá granit pocfia.
Phía bắc của Kauhaneva cao 170–177 m trên mực nước biển. Phía nam và tây cao khoảng 160 m trên mực nước biển.